# Julie Schmitt
Pour les articles homonymes, voir Schmitt.
Julie Schmitt, née le 6 avril 1913 à Cham (Allemagne) et morte le 10 décembre 2002 à Munich (Allemagne), est une gymnaste artistique allemande.

## Biographie
Julie Schmitt remporte aux Jeux olympiques d'été de 1936 à Berlin la médaille d'or du concours général par équipes féminin avec Käthe Sohnemann, Anita Bärwirth, Erna Bürger, Isolde Frölian, Trudi Meyer, Paula Pöhlsen et Friedl Iby.